# Decoy (album)
Decoy è un album di Miles Davis, pubblicato nel 1984 che raggiunse la prima posizione nella classifica Jazz Albums statunitense.

## Tracce
1. Decoy – 8:34
2. Robot 415 – 1:10
3. Code M.D. – 5:59
4. Freaky Deaky – 4:36
5. What It Is – 4:32
6. That's Right – 11:14
7. That's What Happened – 3:33

## Formazione
- Miles Davis - tromba, sintetizzatore, arrangiamenti
- Bill Evans - sax soprano
- Branford Marsalis - sax soprano
- Robert Irving III - synthesizer, synthesizer bass & drum programming
- John Scofield - chitarra elettrica
- Darryl "The Munch" Jones - basso elettrico
- Al Foster - batteria
- Mino Cinelu - percussioni